# Euoplos inornatus
Euoplos inornatus là một loài nhện trong họ Idiopidae.
Loài này thuộc chi Euoplos. Euoplos inornatus được William Joseph Rainbow & Pulleine miêu tả năm 1918.